# Kanton Eybens
Kanton Eybens (fr. Canton d'Eybens) je francouzský kanton v departementu Isère v regionu Rhône-Alpes. Skládá se z pěti obcí.

## Obce kantonu
- Eybens
- Gières
- Herbeys
- Poisat
- Venon